# 눌로파섬

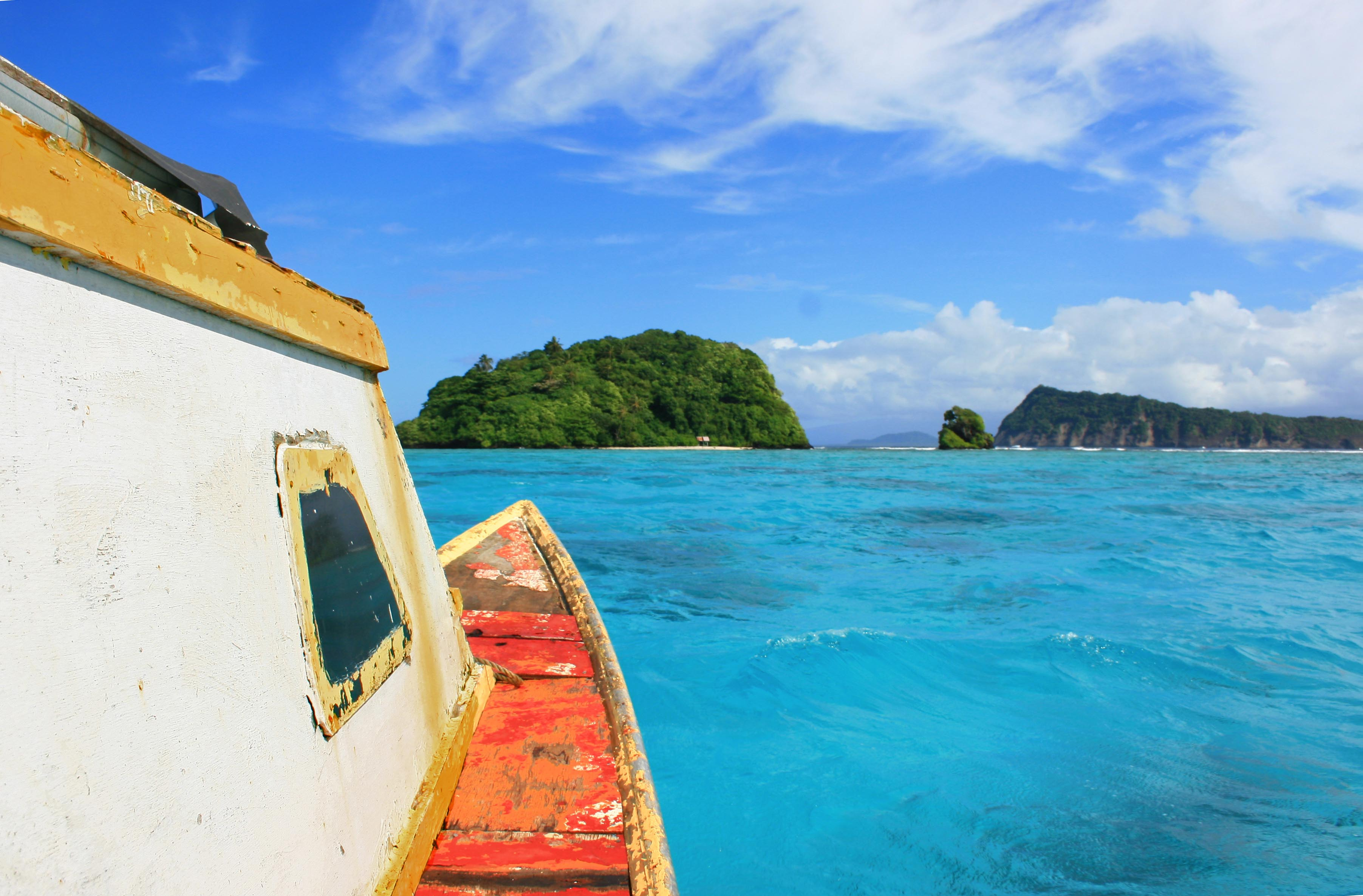
눌로파섬

눌로파섬(Nu'ulopa)은 태평양 사모아에 있는 섬이자 무인도이다. 아폴리마 해협과 접하며 우폴루섬과 사바이섬 사이에 위치한다. 행정 구역상으로는 아이가이레타이구에 속한다.